# Katia Bronstein
Katia Bronstein (Rio de Janeiro, 23 de junho de 1965) é uma cantora, compositora, atriz e bailarina brasileira. Graduada em Teatro pela Casa de Artes de Laranjeiras e formação no Teatro O Tablado. Seguiu carreira no teatro, cinema e como cantora de bossa nova e MPB eletrônica. Com o nome artístico Katia B, lançou cinco álbuns apostando em um estilo eclético que une bossa nova, MPB, indie, influências étnicas e orientais e música eletrônica: Katia B, em 2000, Só deixo meu coração na mão de quem pode, em 2004, Espacial, em 2007, Para mim você é lindo, em 2012, e Canções de outro mundo, em 2022. Katia é judia de origem russo-asquenazita.

## Biografia
Katia Bronstein é conhecida como uma das fundadoras do Circo Voador, palco artístico alternativo criado no Arpoador, Rio de Janeiro, em 1981. Fez parte do curso de Perfeito Fortuna com integrantes do grupo Asdrúbal Trouxe o Trombone, ao lado de Bebel Gilberto, Cazuza e Deborah Colker. Katia estreou como atriz e bailarina na versão brasileira do musical A Chorus Line, aos 17 anos, em 1982. No espetáculo, explorou sua veia cômica no papel de Bebe Benzenheimer. Na mesma época, fez parte da primeira formação da banda de pop rock Blitz ao lado de Lobão e Evandro Mesquita.
Em 1987, protagonizou uma das mais famosas aberturas do Fantástico junto com Isadora Ribeiro e Ciro Barcelos. Os bailarinos representavam os quatro elementos: ar, fogo, terra e ar. A abertura do programa se destacou pelos efeitos especiais em estúdio. Os artistas saíam lentamente de dentro de um cenário que reproduzia as águas do lago Mono, na Califórnia.
Katia Bronstein atuou no programa de TV de sátira política Cabaré do Barata, de Agildo Ribeiro, da Rede Manchete, em 1989. A atriz participava de quadros de paródias musicais e esquetes com Agildo Ribeiro, no humorístico apresentado às quartas-feiras, às 22h. A atriz interpretou uma das presidências, a idealizada e almejada, e antagonizava com a atriz Sheila Aragão, que fazia o papel da presidência decadente. Em 1990 fez uma participação na novela Rainha da Sucata, como a colega na aula de dança que implica com a bailarina Adriana Ross, papel da atriz Claudia Raia. No mesmo ano, Katia interpretou Roseta na minissérie de comédia de época La Mamma. Roseta trabalhava como empregada doméstica na casa da Mamma, personagem de Dercy Gonçalves.
Ao lado do ator Felipe Pinheiro, protagonizou o anúncio do casal Unibanco, criado por Washington Olivetto e dirigido por Walter Salles, em 1994. Em 1996, Katia fez parte do elenco da segunda temporada da novela Malhação, como a vilã Lila Shue, uma cantora famosa e mãe de Jade, interpretada pela atriz Luiza Curvo. Lila Shue fazia diversas armações para separar a filha do namorado, Bróduei. A atriz interpretou Dora, uma trapezista que sofre um acidente e precisa fazer uma cirurgia no seriado Mulher, episódio "De braços abertos", em 1998. Katia entrou na novela Passione em 2010, interpretando Françoise Caron, uma decoradora francesa que participou do núcleo de comédia da trama ligado ao "Rei do Lixo", Olavo, personagem de Francisco Cuoco. Em 2021, participou de dois episódios da minissérie Passaporte para liberdade como Sidonie Moebius, mãe da protagonista Aracy Moebius de Carvalho Guimarães Rosa, o Anjo de Hamburgo, interpretada por Sophie Charlotte. Foi a primeira produção da TV Globo em inglês, uma parceria com a Sony Pictures Television.
No cinema e no teatro trabalhou com Maria Clara Machado, Ruy Guerra, Monique Gardenberg, Aderbal Freire Filho, Hugo Carvana, Deborah Colker e Amir Haddad. No cinema, cabe destacar a presença de Katia Bronstein no filme Ópera do Malandro, no papel de Mimi Bibelô. O filme foi dirigido por Ruy Guerra. Já no teatro, teve uma carreira diversificada, com atuações em musicais, adaptações literárias, peças infantis e teatro besteirol com vivência no Asdrúbal trouxe o trombone ao lado do seu grande amigo Cazuza.

### De Xicotinho e Salto Alto a Katia Talismã
Katia formou uma dupla sertaneja com Stella Miranda, Xicotinho e Salto Alto. A estreia foi no Teatro Hilton cantando em um cenário que lembrava uma borracharia, em 1992. A dupla lançou um álbum de mesmo nome no mesmo ano. As músicas, compostas por grandes nomes da MPB e do rock, como Herbert Vianna, Marisa Monte e Titãs, tinham uma pegada folk e country que exploravam a veia humorística das cantoras-atrizes. Stella Miranda também traduziu músicas para o português do filme Nashville especialmente para o álbum. Ainda no ano de 1992, a dupla lançou o clipe da música "Você é doida demais", letra de Lindomar Castilho e Ronaldo Adriano, com adaptação de Stella Miranda. A dupla Xicotinho e Salto Alto se apresentou em programas de TV e fez shows pelo Brasil em feiras agropecuárias e grandes eventos, como a Festa do Peão de Barretos.
Tempos depois, encarnou a personagem "Katia Talismã" no show Básico Instinto, de rock experimental, funk e rap, do cantor e compositor Fausto Fawcett, em 1993. Ao lado da banda Falange Moulin Rouge, composta por Dado Villa-Lobos na guitarra, Dé Palmeira no baixo, Ary Dias na percussão e João Barone na bateria, Katia cantou, produziu e compôs músicas com Fawcett para o álbum Básico Instinto.

### Katia B
Katia é conhecida como uma das precursoras da mistura de batidas eletrônicas com a música brasileira. A cantora lançou cinco álbuns: Katia B, em 2000, Só deixo meu coração na mão de quem pode, em 2004, Espacial, em 2007, Para mim você é lindo, em 2012, e Canções de outro mundo, em 2022. Para esta fase, Katia deixou o sobrenome Bronstein e assinou apenas como Katia B.
O primeiro álbum, Katia B, em 2000, apresentou uma mistura de bossa nova, trip hop e música oriental com mixagem feita pelo produtor Suba, iugoslavo radicado no Brasil. Katia explicou, em entrevista de 2013, que a sua família judia foi a inspiração para os ritmos orientais em todos os álbuns. "Minha família sempre participa das comemorações judaicas e sinto um grande prazer em celebrar as datas e ouvir as músicas. Essas melodias sempre ficam na minha cabeça", disse a artista. "Meus discos sempre têm uma certa escala oriental, seja nas letras ou na instrumentação. Isso me remete muito a uma coisa feminina e misteriosa".
Já o segundo álbum, Só deixo meu coração na mão de quem pode, de 2004, veio com groove e vocais repletos de influências da bossa nova, samba, trip hop e música judaica tradicional. "Estou falando basicamente de amor, de ciúme, de mulher, de uma mulher feminina, pronta para a vida, inteira. Ouço muito Morcheeba, Beth Gibbons, Massive Attack, e samba e bossa nova desde que nasci", afirmou em entrevista de 2005. Foram diversas parcerias neste segundo trabalho, com Fausto Fawcett, na música título, Pedro Luís, Dé Palmeira, Supla, Lucas Santtana, João Barone e o maestro Egberto Gismonti. A produção foi dividida entre Plínio Profeta, Marcos Cunha, Sacha Amback, Marcos Suzano, BiD e Antoine Midani. O trabalho alcançou o público de diversos países, como Japão, Alemanha, Inglaterra e Estados Unidos. O álbum ganhou uma edição limitada com o título My brazilian heart, distribuído na Europa.
Ao lado de seu parceiro musical de longa data, o cantor e compositor gaúcho Vitor Ramil, e o ex-integrante da banda De Falla, o também gaúcho Flu, Katia se apresentou no famoso Projeto Pixinguinha, em cidades do Nordeste do Brasil, em 2006. Na ocasião, apresentou músicas de seus álbuns Katia B e Só deixo meu coração na mão de quem pode. Criado em 1977, o Projeto Pixinguinha é um dos mais tradicionais do Brasil e contou com a participação de Cartola, Jackson do Pandeiro, Marlene, Edu Lobo, João Bosco, Nara Leão, Paulinho da Viola, Alceu Valença, Gonzaguinha e muitos outros. O projeto foi importante para divulgação dos talentos da MPB Marina Lima, Djavan e Zizi Possi. Em 2009, Katia B se apresentou ao lado de Vitor Ramil e Marcos Suzano em Portugal, Inglaterra, França, Alemanha, Sérvia, México e Japão.
Mesmo com álbuns próprios, a cantora não abandonou o trabalho de intérprete de grandes sucessos da MPB. Em 2007, a artista apresentou uma versão de "Samurai" no Som Brasil em homenagem a Djavan. Katia apresentou um pocket show com músicas de Madonna, de quem é fã, em 2008. Outra exibição marcante foi a participação no programa Zoombido, de Paulinho Moska, no Canal Brasil, em 2020.
Após um hiato na música em que se dedicou ao trabalho com a preparação cênica de cantores, a divulgação do álbum Espacial e a criação do filho Vicente, Katia lançou, em 2012, o álbum Para mim você é lindo com uma versão de "Bei Mir Bist du Schon", música tradicional judaica em iídiche, uma canção em inglês de própria autoria, "Where Is Your Heart?", e outra em francês, "Le Temps de L'Amour". O trabalho durou um ano e a produção foi dividida entre Bernardo Bosísio, Lucas Vasconcellos e Duda Mello, com participações de Rubinho Jacobina, Teresa Cristina, Jam da Silva e Antonio Saraiva.
Em 2018, Katia B estrelou o espetáculo "Serenata", ao lado de Antonio Saraiva e Vitor Ramil, com músicas de sua autoria e interpretações de outros artistas. No ano seguinte, a cantora e compositora lançou o single "Samsara", música de autoria de Antonio Saraiva, que toca diversos instrumentos - piano, baixo, guitarra, violão de 12 cordas e flauta - na gravação.
Durante a pandemia de COVID-19, Katia B apresentou a sua live nas redes sociais, a Alive, todos os domingos, às 17h, no seu perfil na rede social Instagram. Na produção da live, contou com o seu filho Vicente.
A artista fez parte do Coletivo Samba Noir, ao lado de Marcos Suzano na percussão e voz, Luis Felipe de Lima, no violão de sete cordas e Guilherme Gê nos teclados, baixo synth e voz, em 2021. No projeto, o quarteto deu cara nova a sambas clássicos que falam de amores impossíveis, solidão, angústia e inquietação.
Já em 2022, apresentou ao público o álbum Canções de outro mundo, de MPB eletrônica e influências do trip hop britânico, trabalhando o single "Âmbar", com letra de Antonio Saraiva. O trabalho foi produzido por Katia B, Antonio Saraiva e David Brinkworth, com as participações de Marcos Suzano na percussão, Pedro Luís no vocal e Luís Filipe de Lima no violão de 7 cordas.
Katia enveredou na nova música eletrônica com uma versão em tech house do single "Destiny" - composição de Vitor Ramil para o álbum Espacial, de 2007 -, em parceria com o seu filho, o produtor musical, DJ e baterista Vicente, conhecido pelo seu nome artístico Cent, em 2024.

### O retorno de Xicotinho e Salto Alto
Em 2025, voltou aos palcos ao lado de Stella Miranda com a dupla de música sertaneja que foi sucesso nos anos 1990, Xicotinho e Salto Alto. As artistas são acompanhadas pela banda formada por Kassin no contrabaixo, Charles Gavin na bateria, Rick Ferreira na guitarra e Fabrizio Iório nos teclados. A direção é de Gringo Cardia. Em nova fase, adotou o nome Katia Bronstein.
Xicotinho e Salto Alto fazem uma série de apresentações no Clube Manouche, no Rio de Janeiro. A dupla country lançou um novo álbum no dia 15 de agosto de 2025.

## Parcerias
Katia B formou parcerias com outros artistas, como:
- Alceu Valença: faixa "O ovo e a galinha" no álbum Andar, andar (1990);[68]
- Suba: faixa "Segredo" no álbum São Paulo Confessions (2000);[69]
- Trash pour 4: faixa "Is this love" no álbum Super Duper (2006);[70]
- The Juju Orquestra: faixa "Não posso demorar", no álbum Bossa nova is not a crime (2007);[71]
- Vitor Ramil: faixa "Que horas não são?" no álbum Satolep Sambatown (2007),[72] faixa "Joquim" no álbum Foi no mês que vem (2013);[73]
- Charles Gavin: single "Seis vidas", no 11o Encontro Compacto Petrobras (2010);[74]
- Plinio Profeta: faixa "Alegria", no álbum Plinio Profeta vol. 1 (2013);[75]
- Paulinho Moska: faixa "Canto de alegria" no álbum Moska Duetos Zoombido: nova MPB vol.1 (2019);[76]
- Erica: single "Vale (Erica remix)" (2023);[77]
- Vários intérpretes: faixa "Cá Já" no álbum Elas cantam Caetano Veloso (1994);[78] faixa "Near the ocean" no álbum Ocean Café (2008);[79]; faixa "Yo Lellè" no álbum Tribalóide vol. 12 (2009);[80] faixa "Walking on this ice" no álbum Mrs. Lennon: songs by Yoko Ono (2010);[81] faixa "Mas que nada" no álbum Tokyo Luxury Autumn Covers (2013);[82] faixas "Another star" e "Brazilian Rhyme" no álbum Luxury lounge dance classics (2013);[83]
- Diversas canções de Katia B, como as faixas "Are you sleeping?" e "Só deixo o meu coração na mão de quem pode", foram remixadas e podem ser encontradas em coletâneas de música eletrônica.[84]

## Vida Pessoal
Katia tem dois filhos de dois relacionamentos, a arquiteta, cenógrafa e diretora de arte Branca e o produtor musical, DJ e baterista Vicente, conhecido pelo seu nome artístico Cent.
Katia Bronstein foi casada com o baterista d'Os Paralamas do Sucesso, João Barone. Vicente é filho da artista e de João Barone.
Branca Bronstein dirigiu Katia nos clipes do single "Samsara" e a faixa "Âmbar", do álbum Canções de outro mundo, em 2019 e 2022, respectivamente. Já Vicente (Cent) produziu uma versão em tech house do single "Destiny" do álbum Espacial, em 2024. Cent estuda produção musical desde 2019 e, como a mãe, segue caminho na MPB e na música eletrônica.

## Discografia

### Álbuns de estúdio
| Ano  | Álbum                                    |
| ---- | ---------------------------------------- |
| 2000 | Katia B                                  |
| 2004 | Só deixo meu coração na mão de quem pode |
| 2005 | My brazilian heart                       |
| 2007 | Espacial                                 |
| 2012 | Para mim você é lindo                    |
| 2022 | Canções de outro mundo                   |

### Álbuns de vídeo
| Ano  | Álbum                                    |
| ---- | ---------------------------------------- |
| 2005 | Só deixo meu coração na mão de quem pode |
| 2022 | Canções de outro mundo                   |

## Videografia
| Ano  | Música       | Álbum                                    | Diretor                                       |
| ---- | ------------ | ---------------------------------------- | --------------------------------------------- |
| 1992 | Doida demais | Xicotinho e Salto Alto                   | Gringo Cardia                                 |
| 2000 | A rã         | Katia B                                  | Mônica Almeida, Jô Hallack e Zoy Anastassakis |
| 2003 | Segredo      | Só deixo meu coração na mão de quem pode | Zoy Anastassakis                              |
| 2008 | Cais         | Espacial                                 | Tiago Vianna                                  |
| 2019 | Samsara      | —                                        | Branca Bronstein                              |
| 2022 | Âmbar        | Canções de outro mundo                   | Branca Bronstein e Lê Pagliaro                |

## Cinema, TV e Teatro

### Cinema
| Ano  | Título                     | Personagem  | Direção       |
| ---- | -------------------------- | ----------- | ------------- |
| 1983 | Bar Esperança              | Garota      | Hugo Carvana  |
| 1987 | Ópera do Malandro          | Mimi Bibelô | Ruy Guerra    |
| 1988 | Mistério no Colégio Brasil |             | José Frazão   |
| 1990 | O Quinto Macaco            | Mrs. Tramp  | Éric Rochat   |
| 1997 | Buena Sorte                | Cilene      | Tânia Lamarca |
| 2002 | Lost Zweig                 | Hannah      | Silvio Back   |

### Documentário
| Ano  | Título                   | Personagem | Direção                       |
| ---- | ------------------------ | ---------- | ----------------------------- |
| 2009 | Herbert de perto         | Ela mesma  | Roberto Berliner, Pedro Bronz |
| 2020 | Blitz                    | Ela mesma  | Paulo Fontenelle              |
| 2022 | Fausto Fawcett na cabeça | Ela mesma  | Victor Lopes                  |

### Televisão
| Ano  | Título             | Personagem      | Notas                                               |
| ---- | ------------------ | --------------- | --------------------------------------------------- |
| 1986 | Tele Tema          | Vera            | Episódio: "O Homem Que Salvou Van Gogh do Suicídio" |
| 1989 | Cabaré do Barata   | vários          |                                                     |
| 1990 | Rainha da Sucata   | bailarina       |                                                     |
| 1990 | La Mamma           | Roseta          |                                                     |
| 1996 | Malhação           | Lila Shue       |                                                     |
| 1996 | Você Decide        | —               | Episódio: "Sinatra do Méier"                        |
| 1998 | Mulher             | Dora            | Episódio: "De Braços Abertos"                       |
| 2010 | Passione           | Françoise Caron |                                                     |
| 2021 | O Anjo de Hamburgo | Sidonie Moebius | Episódios 7 e 8                                     |

### Teatro
| Ano  | Título                       | Personagem        | Direção                      |
| ---- | ---------------------------- | ----------------- | ---------------------------- |
| 1982 | Chorus Line                  | Bebe Benzenheimer | Walter Clark                 |
| 1984 | A Lenda da Pérola            |                   | Amir Haddad                  |
| 1986 | Mahagonny                    | Polaca            | Luis Antônio Martinez Corrêa |
| 1988 | Tribobó City                 | Maria Belezoca    | Maria Clara Machado          |
| 1988 | Gardel, uma Lembrança        | Polaca            | Aderbal Freire Filho         |
| 2002 | Os sete afluentes do Rio Ota | vários            | Monique Gardenberg           |